# Peterborough (hrabstwo Hillsborough)
Peterborough – jednostka osadnicza w Stanach Zjednoczonych, w stanie New Hampshire, w hrabstwie Hillsborough.